# Alai (Lembak)
Alai is een bestuurslaag in het regentschap Muara Enim van de provincie Zuid-Sumatra, Indonesië. Alai telt 2368 inwoners (volkstelling 2010).